# Liga1 2019 (Perú)
La Liga1 de Fútbol Profesional 2019, conocida como Liga1 2019 y por razones de patrocinio como Liga1 Movistar 2019, fue la edición número 103 de la Primera División del Perú, la quincuagésima cuarta desde que se descentraliza en 1966, la primera bajo la denominación de Liga1 y la novena bajo el patrocinio de Movistar.
La Federación Peruana de Fútbol (FPF) organizó y controló el desarrollo del torneo a través de la Comisión Organizadora de Competiciones.
El campeón de esta edición fue el Deportivo Binacional, al superar en la final a Alianza Lima, cabe resaltar que en esa Final se usó por primera vez el VAR en el fútbol peruano. La aplicación del VAR fue tomada por la FPF y su presidente Agustín Lozano de formar unilateral previo a disputarse la final.

## Sistema de competición
Los participantes aumentaron de 16 a 18 equipos. Por eso se hicieron unas modificaciones en el formato:
- Se anuló el Torneo de Verano, por eso solo abrían 2 torneos cortos, el Torneo Apertura y Clausura.
- Los equipos pasarían de jugar 44 a 34 partidos en el año.

### Torneo Apertura y Clausura
Los únicos partidos torneos que se disputarían en el año serían estos. En la Apertura los dieciocho equipos jugaron entre sí, una vez, mediante el sistema de todos contra todos, totalizando 17 partidos cada uno. Al término de ellos, el primer equipo se proclamó campeón y se clasificó a las semifinales. En el Clausura fue de la misma manera, pero con localía invertida con respecto al Apertura.

### Definición del título
Para la definición del título participarán los vencedores del Apertura y Clausura junto con los dos primeros equipos de la Tabla acumulada, con las siguientes consideraciones: 
- Si los campeones del Apertura y del Clausura y los 2 primeros del acumulado son distintos equipos, se disputarán Semifinales y Final.
- Si un equipo gana Apertura o Clausura, y está entre de los dos primeros del acumulado, clasifica directamente a la Final. Su rival será el ganador de la semifinal entre el otro ganador de uno de los torneos y el otro equipo del acumulado.
- Si los dos equipos ganadores de los torneos también son los 2 primeros del acumulado, se jugará directamente la Final entre esos equipos.
- Si un equipo es ganador de ambas torneos, se proclamará campeón nacional automáticamente.

### Clasificación a torneos internacionales
La Conmebol otorga 8 cupos a Perú para los torneos internacionales que se distribuyen de la siguiente manera:

#### Copa Libertadores
- Perú 1: Campeón de la Liga1
- Perú 2: Subcampeón de la Liga1
- Perú 3: Tercer lugar de la Liga1
- Perú 4: Cuarto lugar de la Liga1

#### Copa Sudamericana
- Perú 1: Quinto lugar de la Liga1
- Perú 2: Sexto lugar de la Liga1
- Perú 3: Séptimo lugar de la Liga1
- Perú 4: Campeón de la Copa Bicentenario

Nota: En caso de que el campeón de la Copa Bicentenario clasifique a un torneo internacional mediante el acumulado de la Liga1 2019, el cupo que otorga dicha competición será cedido al octavo lugar de la Tabla acumulada de la Liga1.

### Descenso a Liga2
Los equipos que ocupen los lugares 17° y 18° de la Tabla acumulada descenderán de categoría y disputarán la Liga2 2020.

## Ascensos y descensos
Hubo 2 Descensos en la Temporada 2018 y 4 Ascensos (1 Campeón de Copa Perú y 1 Campeón de Segunda División y 2 Primeros de Cuadrangular de Ascenso 2018) en esta Temporada.
Por lo que se aumentan de 16 a 18 equipos para este 2019. Es decir, en el torneo participan 18 equipos: los catorce primeros del Campeonato Descentralizado 2018, el campeón de la Segunda División 2018, el campeón de la Copa Perú 2018 y los dos primeros clasificados del Cuadrangular de Ascenso 2018.

#### Equipos relegados a Segunda División
En el Descentralizado 2018, los equipos descendidos fueron Sport Rosario y Comerciantes Unidos, esto últimos al perder en la fecha 40 contra FBC Melgar 2-1 acabando así su participación en Primera División que duró 3 años. Por su parte el descenso de Sport Rosario fue curioso, en la fecha 41, Sport Rosario perdió contra el Deportivo Binacional 0-2 y quedaba a punto de descender si no ganaba la siguiente fecha, pero después de 2 días, la FPF publicó una resolución donde restaban puntos a clubes que no habían cumplido con sus obligaciones económicas, dentro de esos clubes estaba el Sport Rosario que le descontaron 3 puntos y de esa forma descendiendo luego de jugar 2 campañas en la máxima categoría, actualmente el club de Áncash desapareció y su último partido en su historia en Primera fue un 0-8 que le hizo Sporting Cristal.

#### Equipos ascendidos a Primera División
Los 4 equipos ascendidos fueron la César Vallejo, Pirata FC, Carlos Mannucci y Alianza Universidad, los 2 equipos de La Libertad quedaron en los lugares 1° y 2° respectivamente de la Segunda División y por eso la Vallejo accedería a las Semifinales, mientras que el Carlos Mannucci a la Primera Ronda, allí los carlistas ganarían al Atlético Grau con un global de 6-3, en las semifinales remontarían al Cienciano con un global de 5-4 y en la final se enfrentarían a la Vallejo que superó en semis al Juan Aurich con un global de 3-3 y accediendo a la final por los goles de visitante, en la gran final el cuadro universitario se impondría en tiempos extras por 3-1 y con un global de 4-2 volvía a Primera División tras 2 años en Segunda, por su parte el Mannucci tendría que ir al Cuadrangular de Ascenso. Por su parte, en la Copa Perú, el Pirata FC y el Alianza Universidad llegaron a la Etapa Nacional y en la Primera Fase el cuadro de lambayeque accedió a los Octavos como 3° de Acumulado, por su parte, los huanuqueños accedieron al Repechaje en el puesto 22°, allí Alianza Universidad superó al AD Huamantanga, 3-1, al Alfonso Ugarte, 3-3 pero clasificado por los goles de visitante, y al Atlético Torino 3-2 accediendo al Cuadrangular final, por su parte el cuadro carlista superó al Defensor Laure Sur, 4-4 pero clasificado por su mejor ubicación en el Acumulado, y al Credicoop San Cristóbal 5-4, ya en el cuadrangular, Pirata gana su primer partido pero pierde ante Alianza Universidad en la 2.ª fecha por 1-3, llegando empatados a 3 puntos a la fecha final todos los equipos, a primera hora los huanuqueños ganaron 2-5 al Santos FC y solo Pirata podía campeonar si goleaba al UNA, en un partido polémico, Pirata ganó 6-0 y ascendió a Primera División por primera vez. Ya en los cuadrangulares, tanto Mannucci como Alianza Universidad lograron ascender en la última fecha, para los carlistas sería su regreso a Primera después de 25 años, por su parte Alianza Universidad era su primer ascenso a Primera.
| Posición                                          | Ascendidos de la Copa Perú, Segunda División y Cuadrangular de Ascenso 2018                         |
| ------------------------------------------------- | --------------------------------------------------------------------------------------------------- |
| 1. 1º Cuadr. Final CP 2018                        | Molino El Pirata (Copa Perú 2018 Cuadrangular Final pero Se Cambia de Nombre a Pirata FC) Asciende  |
| 2. 1º 2D 2018 Final 2D                            | Universidad César Vallejo (Segunda División 2018 Regular y Final 2018) Asciende                     |
| 3. 2º 2D 2018 Final 2D 1º Cuadr. Ascenso 2018     | Carlos Mannucci (Segunda División 2018 Regular, Final 2018 y Cuadrangular de Ascenso 2018) Asciende |
| 4. 2º Cuadr. Final CP 2018 2º Cuadr. Ascenso 2018 | Alianza Universidad (Copa Perú 2018 Cuadrangular Final y Cuadrangular de Ascenso 2018) Asciende     |

| Posición    | Descendidos a la Liga2 2019                                                                                                   |
| ----------- | --- |
| 15° 1D 2018 | Sport Rosario (Liga2 2019 pero decidió no participar en el campeonato por deudas. Pudiendo jugar desde la Copa Perú 2020) (D) |
| 16° 1D 2018 | Comerciantes Unidos (Liga2 2019) (D)                                                                                          |

- El Molino El Pirata Campeonó en la Copa Perú 2018 Cuadrangular Final ascendiendo a Primera División 2018, pero Antes de Iniciar la Temporada 2019 se Cambió de Nombre a Pirata FC.

## Equipos participantes

### Localización
Perú está dividido en 24 departamentos y una provincia constitucional, 11 están representados en el campeonato con por lo menos un equipo. Lima cuenta con la mayor cantidad de representantes (5 equipos), seguido por las regiones de Callao y La Libertad (2 equipos) y de las demás regiones (1 equipo).
| Lima        | 5 | Alianza Lima, Deportivo Municipal, Sporting Cristal, Universidad San Martín y Universitario | Alianza Lima · Deportivo Municipal · Sporting Cristal · Univ. San Martín · Universitario UTC de Cajamarca Pirata F. C. Carlos A. Mannucci · Univ. César Vallejo F. B. C. Melgar Deportivo Binacional Ayacucho F. C. Alianza Universidad Real Garcilaso Sport Huancayo Unión Comercio Academia Cantolao Sport · Boys Localización de los equipos de la Primera División 2019 |
| Callao      | 2 | Academia Cantolao y Sport Boys                                                              | Alianza Lima · Deportivo Municipal · Sporting Cristal · Univ. San Martín · Universitario UTC de Cajamarca Pirata F. C. Carlos A. Mannucci · Univ. César Vallejo F. B. C. Melgar Deportivo Binacional Ayacucho F. C. Alianza Universidad Real Garcilaso Sport Huancayo Unión Comercio Academia Cantolao Sport · Boys Localización de los equipos de la Primera División 2019 |
| La Libertad | 2 | Carlos A. Mannucci y Universidad César Vallejo                                              | Alianza Lima · Deportivo Municipal · Sporting Cristal · Univ. San Martín · Universitario UTC de Cajamarca Pirata F. C. Carlos A. Mannucci · Univ. César Vallejo F. B. C. Melgar Deportivo Binacional Ayacucho F. C. Alianza Universidad Real Garcilaso Sport Huancayo Unión Comercio Academia Cantolao Sport · Boys Localización de los equipos de la Primera División 2019 |
| Arequipa    | 1 | FBC Melgar                                                                                  | Alianza Lima · Deportivo Municipal · Sporting Cristal · Univ. San Martín · Universitario UTC de Cajamarca Pirata F. C. Carlos A. Mannucci · Univ. César Vallejo F. B. C. Melgar Deportivo Binacional Ayacucho F. C. Alianza Universidad Real Garcilaso Sport Huancayo Unión Comercio Academia Cantolao Sport · Boys Localización de los equipos de la Primera División 2019 |
| Ayacucho    | 1 | Ayacucho FC                                                                                 | Alianza Lima · Deportivo Municipal · Sporting Cristal · Univ. San Martín · Universitario UTC de Cajamarca Pirata F. C. Carlos A. Mannucci · Univ. César Vallejo F. B. C. Melgar Deportivo Binacional Ayacucho F. C. Alianza Universidad Real Garcilaso Sport Huancayo Unión Comercio Academia Cantolao Sport · Boys Localización de los equipos de la Primera División 2019 |
| Cajamarca   | 1 | UTC                                                                                         | Alianza Lima · Deportivo Municipal · Sporting Cristal · Univ. San Martín · Universitario UTC de Cajamarca Pirata F. C. Carlos A. Mannucci · Univ. César Vallejo F. B. C. Melgar Deportivo Binacional Ayacucho F. C. Alianza Universidad Real Garcilaso Sport Huancayo Unión Comercio Academia Cantolao Sport · Boys Localización de los equipos de la Primera División 2019 |
| Cusco       | 1 | Real Garcilaso                                                                              | Alianza Lima · Deportivo Municipal · Sporting Cristal · Univ. San Martín · Universitario UTC de Cajamarca Pirata F. C. Carlos A. Mannucci · Univ. César Vallejo F. B. C. Melgar Deportivo Binacional Ayacucho F. C. Alianza Universidad Real Garcilaso Sport Huancayo Unión Comercio Academia Cantolao Sport · Boys Localización de los equipos de la Primera División 2019 |
| Lambayeque  | 1 | Pirata FC                                                                                   | Alianza Lima · Deportivo Municipal · Sporting Cristal · Univ. San Martín · Universitario UTC de Cajamarca Pirata F. C. Carlos A. Mannucci · Univ. César Vallejo F. B. C. Melgar Deportivo Binacional Ayacucho F. C. Alianza Universidad Real Garcilaso Sport Huancayo Unión Comercio Academia Cantolao Sport · Boys Localización de los equipos de la Primera División 2019 |
| Junín       | 1 | Sport Huancayo                                                                              | Alianza Lima · Deportivo Municipal · Sporting Cristal · Univ. San Martín · Universitario UTC de Cajamarca Pirata F. C. Carlos A. Mannucci · Univ. César Vallejo F. B. C. Melgar Deportivo Binacional Ayacucho F. C. Alianza Universidad Real Garcilaso Sport Huancayo Unión Comercio Academia Cantolao Sport · Boys Localización de los equipos de la Primera División 2019 |
| Puno        | 1 | Deportivo Binacional                                                                        | Alianza Lima · Deportivo Municipal · Sporting Cristal · Univ. San Martín · Universitario UTC de Cajamarca Pirata F. C. Carlos A. Mannucci · Univ. César Vallejo F. B. C. Melgar Deportivo Binacional Ayacucho F. C. Alianza Universidad Real Garcilaso Sport Huancayo Unión Comercio Academia Cantolao Sport · Boys Localización de los equipos de la Primera División 2019 |
| Huánuco     | 1 | Alianza Universidad                                                                         | Alianza Lima · Deportivo Municipal · Sporting Cristal · Univ. San Martín · Universitario UTC de Cajamarca Pirata F. C. Carlos A. Mannucci · Univ. César Vallejo F. B. C. Melgar Deportivo Binacional Ayacucho F. C. Alianza Universidad Real Garcilaso Sport Huancayo Unión Comercio Academia Cantolao Sport · Boys Localización de los equipos de la Primera División 2019 |

### Información de los equipos
| Equipo                    | Ciudad     | Entrenador         | Estadio                      | Aforo  | Proveedor    | Patrocinador principal (en la equipación) |
| ------------------------- | ---------- | ------------------ | ---------------------------- | ------ | ------------ | ----------------------------------------- |
| Academia Cantolao         | Callao     | Jorge Araújo       | Miguel Grau                  | 17 000 | Verco        | Verco                                     |
| Alianza Lima              | Lima       | Pablo Bengoechea   | Alejandro Villanueva         | 35 000 | Nike         | Banco Pichincha                           |
| Alianza Universidad       | Huánuco    | Rony Revollar      | Heraclio Tapia León          | 25 000 | New Athletic | Universidad de Huánuco                    |
| Ayacucho FC               | Ayacucho   | Mario Viera        | Manuel Eloy Molina Robles    | 7000   | Real         | Coop. Santa María                         |
| Carlos A. Mannucci        | Trujillo   | Pablo Peirano      | Mansiche                     | 25 036 | Walon        | UPAO                                      |
| Deportivo Binacional      | Puno       | Roberto Mosquera   | Guillermo Briceño Rosamedina | 12 000 | New Athletic | New Athletic                              |
| Deportivo Municipal       | Lima       | Víctor Rivera      | Miguel Grau                  | 17 000 | Umbro        | Marathon Bet                              |
| FBC Melgar                | Arequipa   | Marco Valencia     | Monumental de la UNSA        | 40 370 | Walon        | Caja Arequipa                             |
| Pirata FC                 | Chiclayo   | Carlos Cortijo     | Francisco Mendoza Pizarro    | 5000   | Habitez      | Telesup                                   |
| Real Garcilaso            | Cusco      | Javier Arce        | Garcilaso de la Vega         | 42 000 | Walon        | Caja Cusco                                |
| Sport Boys                | Callao     | Marcelo Vivas      | Miguel Grau                  | 17 000 | Sfera 3      | Rocky´s                                   |
| Sport Huancayo            | Huancayo   | Carlos Ramacciotti | Huancayo                     | 20 000 | Walon        | Caja Huancayo                             |
| Sporting Cristal          | Lima       | Manuel Barreto     | Alberto Gallardo             | 15 000 | Adidas       | Cerveza Cristal                           |
| Unión Comercio            | San Martín | Walter Aristizabal | IPD de Nueva Cajamarca       | 12 000 | Real         | Corporación Chávez                        |
| Universidad César Vallejo | Trujillo   | José del Solar     | Mansiche                     | 25 036 | Real         | UCV                                       |
| Universidad San Martín    | Lima       | Carlos Bustos      | Alberto Gallardo             | 15 000 | Umbro        | UNSMP                                     |
| UTC                       | Cutervo    | Gerardo Ameli      | Héroes de San Ramón          | 18 000 | Convert      | Pieers                                    |
| Universitario             | Lima       | Ángel Comizzo      | Monumental                   | 80 093 | Marathon     | Caja Huancayo                             |

## Torneo Apertura

### Tabla de posiciones
|     | Equipo               | PJ | G  | E | P  | GF | GC | Dif | Pts | Notas                  |
| --- | -------------------- | -- | -- | - | -- | -- | -- | --- | --- | ---------------------- |
| 1.  | Deportivo Binacional | 17 | 12 | 0 | 5  | 44 | 23 | +21 | 36  | Copa Libertadores 2020 |
| 2.  | Sporting Cristal     | 17 | 9  | 5 | 3  | 28 | 13 | +15 | 32  |                        |
| 3.  | Univ. César Vallejo  | 17 | 9  | 2 | 6  | 25 | 21 | +4  | 29  |                        |
| 4.  | Deportivo Municipal  | 17 | 7  | 7 | 3  | 27 | 20 | +7  | 27  |                        |
| 5.  | Alianza Lima         | 17 | 7  | 5 | 5  | 30 | 24 | +6  | 26  |                        |
| 6.  | Real Garcilaso       | 17 | 7  | 5 | 5  | 19 | 15 | +4  | 26  |                        |
| 7.  | Ayacucho F. C.       | 17 | 7  | 4 | 6  | 26 | 23 | +3  | 25  |                        |
| 8.  | UTC de Cajamarca     | 17 | 6  | 7 | 4  | 26 | 24 | +2  | 25  |                        |
| 9.  | Academia Cantolao    | 17 | 6  | 7 | 4  | 18 | 17 | +1  | 25  |                        |
| 10. | Sport Huancayo       | 17 | 6  | 6 | 5  | 22 | 23 | -1  | 24  |                        |
| 11. | F. B. C. Melgar      | 17 | 6  | 5 | 6  | 26 | 25 | +1  | 23  |                        |
| 12. | Universitario        | 17 | 6  | 5 | 6  | 25 | 27 | -2  | 23  |                        |
| 13. | Alianza Universidad  | 17 | 5  | 7 | 5  | 18 | 18 | 0   | 22  |                        |
| 14. | Carlos A. Mannucci   | 17 | 4  | 4 | 9  | 22 | 27 | -5  | 16  |                        |
| 15. | Unión Comercio       | 17 | 3  | 6 | 8  | 15 | 21 | -6  | 15  |                        |
| 16. | Univ. San Martín     | 17 | 3  | 6 | 8  | 13 | 32 | -19 | 15  |                        |
| 17. | Pirata F. C.         | 17 | 3  | 5 | 9  | 17 | 29 | -12 | 13  |                        |
| 18. | Sport Boys           | 17 | 2  | 4 | 11 | 9  | 28 | -19 | 10  |                        |

- El Molino El Pirata Campeonó en la Copa Perú 2018 Cuadrangular Final ascendiendo a Primera División 2018, pero Antes de Iniciar la Temporada 2019 se Cambió de Nombre a Pirata FC.

|                                                                                         |
| Ganador Torneo Apertura Deportivo Binacional Clasifica a las semifinales del campeonato |

## Torneo Clausura

### Tabla de posiciones
|     | Equipo               | PJ | G  | E | P  | GF | GC | Dif | Pts | Notas                  |
| --- | -------------------- | -- | -- | - | -- | -- | -- | --- | --- | ---------------------- |
| 1.  | Alianza Lima         | 17 | 10 | 5 | 2  | 32 | 23 | +9  | 35  | Copa Libertadores 2020 |
| 2.  | Universitario        | 17 | 9  | 6 | 2  | 16 | 10 | +6  | 33  |                        |
| 3.  | Sporting Cristal     | 17 | 9  | 4 | 4  | 31 | 20 | +11 | 31  |                        |
| 4.  | Deportivo Binacional | 17 | 7  | 7 | 3  | 30 | 13 | +17 | 28  |                        |
| 5.  | Carlos A. Mannucci   | 17 | 7  | 7 | 3  | 19 | 18 | +1  | 28  |                        |
| 6.  | Sport Boys           | 17 | 7  | 6 | 4  | 23 | 21 | +2  | 27  |                        |
| 7.  | Univ. San Martín     | 17 | 6  | 8 | 3  | 21 | 15 | +6  | 26  |                        |
| 8.  | Sport Huancayo       | 17 | 7  | 5 | 5  | 24 | 21 | +3  | 26  |                        |
| 9.  | F. B. C. Melgar      | 17 | 7  | 3 | 7  | 29 | 22 | +7  | 24  |                        |
| 10. | Ayacucho F. C.       | 17 | 6  | 4 | 7  | 17 | 21 | -4  | 22  |                        |
| 11. | Real Garcilaso       | 17 | 6  | 3 | 8  | 19 | 16 | +3  | 21  |                        |
| 12. | Unión Comercio       | 17 | 5  | 4 | 8  | 21 | 27 | -6  | 19  |                        |
| 13. | Alianza Universidad  | 17 | 5  | 4 | 8  | 17 | 26 | -9  | 19  |                        |
| 14. | Univ. César Vallejo  | 17 | 4  | 6 | 7  | 15 | 19 | -4  | 18  |                        |
| 15. | Academia Cantolao    | 17 | 4  | 4 | 9  | 23 | 30 | -7  | 16  |                        |
| 16. | UTC de Cajamarca     | 17 | 2  | 8 | 7  | 12 | 22 | -10 | 14  |                        |
| 17. | Pirata F. C.         | 17 | 3  | 4 | 10 | 12 | 30 | -18 | 9   |                        |
| 18. | Deportivo Municipal  | 17 | 3  | 4 | 10 | 20 | 27 | -7  | 8   |                        |

|                                                                                 |
| Ganador Torneo Clausura Alianza Lima Clasifica a las semifinales del campeonato |

## Tabla acumulada

### Clasificación
|     | Equipo               | PJ | G  | E  | P  | GF | GC | Dif | Pts | Notas                                         |
| --- | -------------------- | -- | -- | -- | -- | -- | -- | --- | --- | --------------------------------------------- |
| 1.  | Sporting Cristal     | 34 | 18 | 9  | 7  | 59 | 33 | +26 | 65  | Semifinal y Copa Libertadores 2020            |
| 2.  | Deportivo Binacional | 34 | 19 | 7  | 8  | 74 | 36 | +38 | 64  | Final y fase de grupos Copa Libertadores 2020 |
| 3.  | Alianza Lima         | 34 | 17 | 10 | 7  | 62 | 47 | +15 | 61  | Semifinal y Copa Libertadores 2020            |
| 4.  | Universitario        | 34 | 15 | 11 | 8  | 41 | 37 | +4  | 56  | Primera fase de la Copa Libertadores 2020     |
| 5.  | Sport Huancayo       | 34 | 13 | 11 | 10 | 46 | 44 | +2  | 51  | Primera fase de la Copa Sudamericana 2020     |
| 6.  | F. B. C. Melgar      | 34 | 13 | 8  | 13 | 55 | 47 | +8  | 47  | Primera fase de la Copa Sudamericana 2020     |
| 7.  | Real Garcilaso       | 34 | 13 | 8  | 13 | 38 | 31 | +7  | 47  | Primera fase de la Copa Sudamericana 2020     |
| 8.  | Univ. César Vallejo  | 34 | 13 | 8  | 13 | 40 | 40 | 0   | 47  |                                               |
| 9.  | Ayacucho F. C.       | 34 | 13 | 8  | 13 | 43 | 44 | −1  | 47  |                                               |
| 10. | Carlos A. Mannucci   | 34 | 11 | 11 | 12 | 42 | 46 | −4  | 44  |                                               |
| 11. | Academia Cantolao    | 34 | 10 | 11 | 13 | 41 | 47 | −6  | 41  |                                               |
| 12. | Alianza Universidad  | 34 | 10 | 11 | 13 | 35 | 44 | −9  | 41  |                                               |
| 13. | Univ. San Martín     | 34 | 9  | 14 | 11 | 34 | 47 | −13 | 41  |                                               |
| 14. | UTC                  | 34 | 8  | 15 | 11 | 38 | 46 | −8  | 39  |                                               |
| 15. | Sport Boys           | 34 | 9  | 10 | 15 | 32 | 49 | −17 | 37  |                                               |
| 16. | Deportivo Municipal  | 34 | 10 | 11 | 13 | 47 | 47 | 0   | 35  |                                               |
| 17. | Unión Comercio       | 34 | 8  | 10 | 16 | 36 | 48 | −12 | 34  | Liga2 2020                                    |
| 18. | Pirata F. C.         | 34 | 6  | 9  | 19 | 29 | 59 | −30 | 22  | Liga2 2020                                    |

1. ↑  Sporting Cristal recibió 2 puntos de bonificación por ganar el Torneo de Promoción y Reserva de 2019.
2. ↑  Sport Huancayo  recibió 1 punto de bonificación por quedar segundo en el Torneo de Promoción y Reserva de 2019.
3. ↑  A Deportivo Municipal se le restaron 6 puntos.[8][9][10]
4. ↑  A Pirata F. C. se le restaron 5 puntos.[11][12][13]

### Evolución de las clasificaciones
| Jornada              | 1  | 2  | 3  | 4  | 5  | 6  | 7  | 8  | 9  | 10 | 11 | 12 | 13 | 14 | 15 | 16 | 17 | 18 | 19 | 20 | 21 | 22 | 23 | 24 | 25 | 26 | 27 | 28 | 29 | 30 | 31 | 32 | 33 | 34 |
| Equipo               |    |    |    |    |    |    |    |    |    |    |    |    |    |    |    |    |    |    |    |    |    |    |    |    |    |    |    |    |    |    |    |    |    |    |
| -------------------- | -- | -- | -- | -- | -- | -- | -- | -- | -- | -- | -- | -- | -- | -- | -- | -- | -- | -- | -- | -- | -- | -- | -- | -- | -- | -- | -- | -- | -- | -- | -- | -- | -- | -- |
| Sporting Cristal     | 3  | 2  | 2  | 1  | 1  | 1  | 1  | 2  | 2  | 2  | 2  | 2  | 2  | 2  | 2  | 2  | 2  | 2  | 2  | 2  | 2  | 2  | 2  | 1  | 1  | 2  | 2  | 2  | 2  | 2  | 2  | 2  | 1  | 1  |
| Deportivo Binacional | 5  | 1  | 1  | 3  | 2  | 2  | 2  | 1  | 1  | 1  | 1  | 1  | 1  | 1  | 1  | 1  | 1  | 1  | 1  | 1  | 1  | 1  | 1  | 2  | 2  | 1  | 1  | 1  | 1  | 1  | 1  | 1  | 2  | 2  |
| Alianza Lima         | 1  | 6  | 5  | 4  | 3  | 4  | 5  | 6  | 10 | 11 | 8  | 8  | 5  | 6  | 6  | 5  | 5  | 5  | 3  | 4  | 3  | 3  | 3  | 3  | 3  | 4  | 3  | 3  | 3  | 3  | 3  | 3  | 3  | 3  |
| Universitario        | 11 | 4  | 3  | 2  | 4  | 3  | 6  | 7  | 6  | 3  | 3  | 4  | 7  | 8  | 13 | 10 | 12 | 9  | 7  | 7  | 9  | 6  | 5  | 5  | 4  | 3  | 4  | 4  | 4  | 4  | 4  | 4  | 4  | 4  |
| Sport Huancayo       | 16 | 15 | 17 | 16 | 17 | 17 | 17 | 17 | 16 | 17 | 15 | 14 | 13 | 12 | 10 | 12 | 10 | 11 | 9  | 8  | 5  | 5  | 4  | 4  | 5  | 5  | 5  | 5  | 5  | 5  | 5  | 5  | 5  | 5  |
| F. B. C. Melgar      | 17 | 16 | 16 | 17 | 13 | 16 | 13 | 10 | 9  | 6  | 11 | 10 | 11 | 13 | 12 | 13 | 11 | 12 | 10 | 9  | 6  | 7  | 6  | 6  | 7  | 7  | 8  | 7  | 7  | 9  | 9  | 9  | 8  | 6  |
| Real Garcilaso       | 14 | 7  | 6  | 5  | 5  | 8  | 4  | 4  | 3  | 4  | 5  | 7  | 9  | 4  | 7  | 7  | 6  | 8  | 11 | 10 | 10 | 11 | 11 | 12 | 13 | 11 | 12 | 11 | 9  | 7  | 6  | 6  | 6  | 7  |
| Univ. César Vallejo  | 15 | 13 | 15 | 12 | 15 | 10 | 8  | 11 | 7  | 10 | 7  | 5  | 3  | 5  | 4  | 4  | 3  | 4  | 5  | 3  | 4  | 4  | 7  | 7  | 6  | 6  | 6  | 8  | 8  | 6  | 7  | 7  | 9  | 8  |
| Ayacucho F. C.       | 6  | 9  | 12 | 8  | 8  | 5  | 3  | 3  | 4  | 5  | 6  | 3  | 8  | 10 | 9  | 11 | 7  | 6  | 8  | 6  | 8  | 9  | 9  | 10 | 11 | 9  | 7  | 6  | 6  | 8  | 8  | 8  | 7  | 9  |
| Carlos A. Mannucci   | 7  | 10 | 13 | 14 | 10 | 15 | 10 | 13 | 14 | 13 | 13 | 13 | 14 | 14 | 14 | 14 | 14 | 15 | 15 | 15 | 16 | 15 | 14 | 13 | 10 | 12 | 13 | 13 | 13 | 13 | 11 | 12 | 10 | 10 |
| Academia Cantolao    | 12 | 17 | 9  | 11 | 11 | 14 | 16 | 16 | 12 | 12 | 12 | 12 | 10 | 7  | 5  | 6  | 9  | 7  | 6  | 11 | 11 | 12 | 12 | 8  | 9  | 8  | 10 | 10 | 11 | 10 | 10 | 10 | 11 | 11 |
| Alianza Universidad  | 13 | 12 | 7  | 10 | 7  | 7  | 7  | 8  | 5  | 8  | 9  | 11 | 12 | 11 | 11 | 8  | 13 | 13 | 12 | 12 | 12 | 10 | 10 | 9  | 8  | 10 | 9  | 9  | 12 | 12 | 12 | 11 | 12 | 12 |
| Univ. San Martín     | 9  | 14 | 14 | 15 | 16 | 13 | 15 | 15 | 17 | 15 | 16 | 16 | 17 | 16 | 16 | 15 | 16 | 14 | 14 | 14 | 14 | 16 | 16 | 16 | 16 | 16 | 16 | 17 | 17 | 17 | 17 | 16 | 14 | 13 |
| UTC                  | 10 | 11 | 11 | 7  | 12 | 12 | 12 | 9  | 11 | 9  | 10 | 9  | 6  | 9  | 8  | 9  | 8  | 10 | 13 | 13 | 13 | 13 | 15 | 14 | 15 | 15 | 15 | 15 | 15 | 14 | 14 | 13 | 13 | 14 |
| Sport Boys           | 18 | 18 | 18 | 18 | 18 | 18 | 18 | 18 | 18 | 18 | 18 | 18 | 18 | 18 | 18 | 18 | 18 | 18 | 18 | 18 | 18 | 18 | 18 | 17 | 17 | 17 | 17 | 16 | 16 | 16 | 16 | 17 | 16 | 15 |
| Deportivo Municipal  | 2  | 3  | 8  | 9  | 9  | 6  | 9  | 5  | 8  | 7  | 4  | 6  | 4  | 3  | 3  | 3  | 4  | 3  | 4  | 5  | 7  | 8  | 8  | 11 | 12 | 13 | 14 | 14 | 14 | 15 | 15 | 15 | 15 | 16 |
| Unión Comercio       | 8  | 5  | 4  | 6  | 6  | 9  | 14 | 12 | 13 | 14 | 14 | 15 | 16 | 15 | 15 | 16 | 15 | 17 | 16 | 16 | 15 | 14 | 13 | 15 | 14 | 14 | 11 | 12 | 10 | 11 | 13 | 14 | 17 | 17 |
| Pirata F. C.         | 4  | 8  | 10 | 13 | 14 | 11 | 11 | 14 | 15 | 16 | 17 | 17 | 15 | 17 | 17 | 17 | 17 | 16 | 17 | 17 | 17 | 17 | 17 | 18 | 18 | 18 | 18 | 18 | 18 | 18 | 18 | 18 | 18 | 18 |

## Resultados
A continuación se muestran los resultados de partidos a lo largo del campeonato, tanto en su primera (Apertura) y segunda (Clausura) etapa.
| Local \ Visitante    | ACA | ALI | AUN | AYA | MAN | BIN | MUN | MEL | PIR | RGA | SBO | HUA | CRI | UCO | UCV | USM | UTC | UNI |
| -------------------- | --- | --- | --- | --- | --- | --- | --- | --- | --- | --- | --- | --- | --- | --- | --- | --- | --- | --- |
| Academia Cantolao    | —   | 1–2 | 2–1 | 1–2 | 0–1 | 0–4 | 3–0 | 1–5 | 3–0 | 1–2 | 1–2 | 0–2 | 0–0 | 1–1 | 1–0 | 3–1 | 0–0 | 1–0 |
| Alianza Lima         | 3–2 | —   | 1–1 | 2–0 | 2–2 | 2–1 | 2–2 | 3–2 | 3–2 | 1–0 | 3–0 | 3–1 | 2–1 | 1–1 | 3–1 | 1–0 | 2–2 | 2–3 |
| Alianza Universidad  | 0–0 | 2–1 | —   | 1–0 | 3–0 | 2–3 | 2–1 | 2–1 | 0–0 | 2–1 | 2–0 | 2–4 | 1–1 | 2–2 | 0–1 | 1–1 | 2–1 | 0–1 |
| Ayacucho F. C.       | 0–0 | 2–0 | 3–2 | —   | 1–0 | 3–2 | 2–0 | 1–1 | 2–1 | 1–1 | 0–1 | 1–1 | 2–0 | 1–1 | 1–0 | 5–0 | 0–2 | 2–0 |
| Carlos A. Mannucci   | 1–2 | 2–2 | 0–0 | 4–4 | —   | 4–3 | 2–2 | 0–1 | 3–2 | 0–1 | 1–1 | 3–3 | 2–0 | 2–1 | 2–2 | 1–0 | 2–1 | 1–0 |
| Deportivo Binacional | 1–1 | 0–0 | 7–0 | 2–1 | 4–0 | —   | 3–0 | 3–1 | 2–0 | 2–2 | 2–0 | 1–3 | 4–1 | 3–1 | 1–0 | 6–0 | 4–1 | 4–2 |
| Deportivo Municipal  | 1–3 | 2–2 | 0–0 | 2–1 | 1–1 | 1–1 | —   | 1–0 | 5–0 | 1–1 | 3–1 | 2–2 | 0–1 | 1–0 | 1–0 | 1–2 | 0–0 | 3–0 |
| F. B. C. Melgar      | 4–2 | 2–3 | 2–0 | 3–0 | 0–1 | 1–0 | 0–3 | —   | 3–0 | 2–1 | 1–1 | 2–2 | 2–3 | 1–1 | 1–2 | 3–1 | 1–1 | 2–1 |
| Pirata F. C.         | 0–1 | 2–2 | 0–0 | 3–1 | 0–0 | 1–2 | 0–3 | 2–0 | —   | 2–1 | 1–1 | 2–1 | 0–0 | 0–2 | 0–2 | 0–0 | 3–1 | 0–1 |
| Real Garcilaso       | 2–2 | 2–1 | 0–1 | 3–0 | 1–0 | 0–1 | 1–0 | 1–0 | 0–1 | —   | 4–0 | 0–1 | 1–1 | 4–0 | 2–0 | 2–1 | 0–0 | 0–0 |
| Sport Boys           | 0–0 | 1–2 | 1–2 | 0–1 | 3–2 | 2–1 | 2–1 | 4–2 | 2–1 | 0–0 | —   | 0–1 | 0–3 | 0–1 | 1–1 | 0–0 | 4–0 | 0–0 |
| Sport Huancayo       | 0–3 | 0–3 | 2–0 | 2–2 | 2–1 | 0–0 | 4–2 | 1–1 | 1–0 | 0–1 | 0–1 | —   | 0–2 | 3–1 | 2–0 | 0–0 | 2–1 | 0–1 |
| Sporting Cristal     | 1–1 | 1–0 | 2–1 | 1–0 | 1–2 | 3–1 | 2–0 | 2–3 | 4–0 | 3–0 | 4–2 | 3–0 | —   | 1–0 | 4–1 | 4–0 | 3–1 | 1–1 |
| Unión Comercio       | 5–2 | 2–3 | 1–0 | 0–1 | 0–2 | 0–2 | 2–1 | 1–1 | 2–0 | 0–1 | 1–1 | 1–2 | 2–1 | —   | 0–0 | 0–0 | 4–0 | 1–1 |
| Univ. César Vallejo  | 1–0 | 3–1 | 1–0 | 3–1 | 1–0 | 1–1 | 3–1 | 0–3 | 2–2 | 1–0 | 1–0 | 2–2 | 2–3 | 3–0 | —   | 0–1 | 0–0 | 0–0 |
| Univ. San Martín     | 3–1 | 2–3 | 1–1 | 0–0 | 1–0 | 1–3 | 0–0 | 1–1 | 2–2 | 2–1 | 1–1 | 2–1 | 1–1 | 3–0 | 2–1 | —   | 1–1 | 2–3 |
| UTC de Cajamarca     | 1–1 | 1–1 | 2–1 | 2–0 | 0–0 | 0–0 | 2–2 | 0–2 | 4–1 | 3–2 | 2–0 | 0–0 | 1–1 | 3–0 | 4–1 | 0–2 | —   | 1–1 |
| Universitario        | 1–1 | 1–0 | 1–1 | 3–2 | 1–0 | 2–0 | 2–4 | 2–1 | 3–1 | 1–0 | 4–0 | 1–1 | 0–0 | 2–1 | 0–4 | 0–0 | 2–1 | —   |

## Play-offs
Los play-offs fueron la última etapa del campeonato. Deportivo Binacional ganó el Torneo Apertura y además fue el segundo de la tabla acumulada, por lo tanto clasificó de manera directa a la final. Alianza Lima, campeón del Torneo Clausura, y Sporting Cristal, primero de la tabla acumulada, clasificaron para la semifinal. No hubo un cuarto clasificado puesto que Binacional, ocupó dos mecanismos de clasificación y como resultado accedió de manera directa a la final. 
Además, en la final entre Binacional y Alianza Lima, se decidió implementar por primera vez en la historia del fútbol peruano, el VAR, mecanismo que se volvió usar a partir de la edición 2023. 
El Deportivo Binacional consiguió su primer título de liga, siendo el primer y único club de la Región de Puno en ser campeón y logró su primera clasificación para la Copa Libertadores 2020. 

### Equipos clasificados
| Equipo               | Método de clasificación       | Fecha de clasificación |
| -------------------- | ----------------------------- | ---------------------- |
| Deportivo Binacional | Campeón del Torneo Apertura   | 1 de junio             |
| Deportivo Binacional | Segundo en la tabla acumulada | 24 de noviembre        |
| Alianza Lima         | Campeón del Torneo Clausura   | 24 de noviembre        |
| Sporting Cristal     | Primero en la tabla acumulada | 17 de noviembre        |

### Desarrollo
|  | Semifinal        | Semifinal            | Semifinal    | Semifinal |   |   | Final | Final | Final | Final |  |
|  |                  |                      |              |           |   |   |       |       |       |       |  |
|  |                  |                      |              |           |   |   |       |       |       |       |  |
|  |                  |                      |              |           |   |   |       |       |       |       |  |
|  |                  |                      |              |           |   |   |       |       |       |       |  |
|  |                  |                      |              |           |   |   |       |       |       |       |  |
|  |                  | Deportivo Binacional | 4            | 0         | 4 |   |       |       |       |       |  |
|  |                  |                      |              |           | 4 |   |       |       |       |       |  |
|  |                  |                      | Alianza Lima | 1         | 2 | 3 |       |       |       |       |  |
|  | Sporting Cristal | 0                    | Alianza Lima | 1         | 2 | 3 | 1     | 1     |       |       |  |
|  | Sporting Cristal | 0                    |              |           |   |   | 1     | 1     |       |       |  |
|  | Alianza Lima     | 1                    | 1            | 2         |   |   |       |       |       |       |  |
|  | Alianza Lima     | 1                    | 1            | 2         |   |   |       |       |       |       |  |
|  |                  |                      |              |           |   |   |       |       |       |       |  |

### Semifinal
| 1 de diciembre del 2019, 15:30 | Alianza Lima  | 1:0 (0:0) | Sporting Cristal | Estadio Alejandro Villanueva, Lima |                        |
|                                | Fuentes 90+3' | Reporte   |                  | Árbitro(s): Diego Haro             | Árbitro(s): Diego Haro |

| 4 de diciembre del 2019, 20:00 | Sporting Cristal   | 1:1 (0:1) | Alianza Lima | Estadio Nacional, Lima        |                               |
|                                | Beltrán 61' (a.g.) | Reporte   | Ramírez 14'  | Árbitro(s): Miguel Santivañez | Árbitro(s): Miguel Santivañez |

| Finalista Alianza Lima Clasificado a la Fase de grupos de la Copa Libertadores 2020 | 3.° lugar Sporting Cristal Clasificado a la Segunda fase de la Copa Libertadores 2020 |

### Final
| 8 de diciembre del 2019, 15:00                                                                                | Deportivo Binacional                                       | 4:1 (1:1) | Alianza Lima  | Estadio Guillermo Rosamedina, Juliaca             |                                                   |
| | Ojeda 42' · Aubert 51' · Rodríguez 54' · Millán 89' (pen.) | Reporte   | Rodríguez 22' | Árbitro(s): Michael Espinoza VAR: Víctor Carrillo | Árbitro(s): Michael Espinoza VAR: Víctor Carrillo |
| Primera vez en la historia del fútbol peruano que se hace uso del VAR, en este caso para expulsar un jugador. |                                                            |           |               |                                                   |                                                   |

| 15 de diciembre del 2019, 15:30 | Alianza Lima                     | 2:0 (1:0) | Deportivo Binacional | Estadio Alejandro Villanueva, Lima              |                                                 |
|                                 | Ramírez 34' · Fajardo 77' (a.g.) | Reporte   |                      | Árbitro(s): Patricio Loustau VAR: Nicolás Gallo | Árbitro(s): Patricio Loustau VAR: Nicolás Gallo |

|                                        |
|                                        |
| Campeón Nacional Binacional 1.º título |
|                                        |

## Clasificación a torneos de Conmebol

### Copa Libertadores
| Clasificado como | Equipo               | Fase           |
| ---------------- | -------------------- | -------------- |
| Perú 1           | Deportivo Binacional | Fase de grupos |
| Perú 2           | Alianza Lima         | Fase de grupos |
| Perú 3           | Sporting Cristal     | Fase 2         |
| Perú 4           | Universitario        | Fase 1         |

### Copa Sudamericana
| Clasificado como | Equipo          | Fase   |
| ---------------- | --------------- | ------ |
| Perú 1           | Sport Huancayo  | Fase 1 |
| Perú 2           | F. B. C. Melgar | Fase 1 |
| Perú 3           | Real Garcilaso  | Fase 1 |
| Perú 4           | Atlético Grau   | Fase 1 |

## Estadísticas

### Tabla de goleadores
Nota: Nombres y banderas de equipos en la época.
| \| Pos. \| Jugador \| G. \| Part. \| Prom. \| Club \| \| ---- \| ----------------- \| -- \| ----- \| ----- \| ------------------------- \| \| 1 \| Bernardo Cuesta \| 27 \| 28 \| 0.96 \| FBC Melgar \| \| 2 \| Donald Millán \| 23 \| 33 \| 0.69 \| Deportivo Binacional \| \| 3 \| Kevin Quevedo \| 17 \| 31 \| 0.54 \| Alianza Lima \| \| 4 \| Santiago Silva \| 15 \| 32 \| 0.46 \| Universidad César Vallejo \| \| = \| Mauricio Montes \| 15 \| 33 \| 0.45 \| Ayacucho FC \| \| 6 \| Sebastián Gularte \| 14 \| 29 \| 0.48 \| Unión Comercio \| \| = \| Carlos Neumann \| 14 \| 29 \| 0.48 \| Sport Huancayo \| \| = \| Cristian Palacios \| 14 \| 33 \| 0.42 \| Sporting Cristal \| \| 9 \| Joffre Escobar \| 12 \| 14 \| 0.85 \| Universidad San Martín \| \| 10 \| Aldair Rodríguez \| 11 \| 32 \| 0.34 \| Deportivo Binacional \| \| 11 \| Germán Denis \| 10 \| 18 \| 0.55 \| Universitario \| \| = \| Danilo Carando \| 10 \| 33 \| 0.30 \| Real Garcilaso \| |                   |    |       |       |                           |
| Pos. | Jugador           | G. | Part. | Prom. | Club                      |
| 1 | Bernardo Cuesta   | 27 | 28    | 0.96  | FBC Melgar                |
| 2 | Donald Millán     | 23 | 33    | 0.69  | Deportivo Binacional      |
| 3 | Kevin Quevedo     | 17 | 31    | 0.54  | Alianza Lima              |
| 4 | Santiago Silva    | 15 | 32    | 0.46  | Universidad César Vallejo |
| = | Mauricio Montes   | 15 | 33    | 0.45  | Ayacucho FC               |
| 6 | Sebastián Gularte | 14 | 29    | 0.48  | Unión Comercio            |
| = | Carlos Neumann    | 14 | 29    | 0.48  | Sport Huancayo            |
| = | Cristian Palacios | 14 | 33    | 0.42  | Sporting Cristal          |
| 9 | Joffre Escobar    | 12 | 14    | 0.85  | Universidad San Martín    |
| 10 | Aldair Rodríguez  | 11 | 32    | 0.34  | Deportivo Binacional      |
| 11 | Germán Denis      | 10 | 18    | 0.55  | Universitario             |
| = | Danilo Carando    | 10 | 33    | 0.30  | Real Garcilaso            |

### Tabla de asistentes
Nota: Nombres y banderas de equipos en la época.
| \| Pos. \| Jugador \| Asi. \| Part. \| Prom. \| Club \| \| ---- \| ----------------- \| ---- \| ----- \| ----- \| ------------------------- \| \| 1 \| Ricardo Buitrago \| 9 \| 30 \| 0.30 \| Deportivo Municipal \| \| = \| Alfredo Ramúa \| 9 \| 32 \| 0.28 \| Real Garcilaso \| \| = \| Donald Millán \| 9 \| 33 \| 0.27 \| Deportivo Binacional \| \| 4 \| Joazinho Arroé \| 8 \| 28 \| 0.28 \| Alianza Lima \| \| = \| Ángel Pérez \| 8 \| 31 \| 0.25 \| Deportivo Binacional \| \| = \| Andy Polar \| 8 \| 32 \| 0.24 \| Deportivo Binacional \| \| 7 \| Germán Pacheco \| 7 \| 28 \| 0.25 \| Universidad César Vallejo \| \| = \| Felipe Rodríguez \| 7 \| 32 \| 0.21 \| Alianza Lima \| \| = \| Alejandro Hohberg \| 7 \| 33 \| 0.22 \| Universitario \| \| = \| Jeickson Reyes \| 7 \| 33 \| 0.22 \| Deportivo Binacional \| |                   |      |       |       |                           |
| Pos. | Jugador           | Asi. | Part. | Prom. | Club                      |
| 1 | Ricardo Buitrago  | 9    | 30    | 0.30  | Deportivo Municipal       |
| = | Alfredo Ramúa     | 9    | 32    | 0.28  | Real Garcilaso            |
| = | Donald Millán     | 9    | 33    | 0.27  | Deportivo Binacional      |
| 4 | Joazinho Arroé    | 8    | 28    | 0.28  | Alianza Lima              |
| = | Ángel Pérez       | 8    | 31    | 0.25  | Deportivo Binacional      |
| = | Andy Polar        | 8    | 32    | 0.24  | Deportivo Binacional      |
| 7 | Germán Pacheco    | 7    | 28    | 0.25  | Universidad César Vallejo |
| = | Felipe Rodríguez  | 7    | 32    | 0.21  | Alianza Lima              |
| = | Alejandro Hohberg | 7    | 33    | 0.22  | Universitario             |
| = | Jeickson Reyes    | 7    | 33    | 0.22  | Deportivo Binacional      |

### Mejor portero
Nota: Nombres y banderas de equipos en la época.
| \| Pos. \| Jugador \| G. E. \| Min. \| Prom. \| Club \| \| ---- \| ------------------ \| ----- \| ----- \| ----- \| ------------------------- \| \| 1 \| Daniel Ferreyra \| 24 \| 2520' \| 105' \| Real Garcilaso \| \| 2 \| Michael Sotillo \| 22 \| 2295' \| 104' \| Deportivo Binacional \| \| 3 \| Patricio Álvarez \| 25 \| 2430' \| 97' \| Sporting Cristal \| \| 4 \| José Carvallo \| 33 \| 2790' \| 85' \| Universitario \| \| 5 \| Ángelo Campos \| 22 \| 1710' \| 78' \| FBC Melgar \| \| 6 \| Raúl Fernández \| 32 \| 2430' \| 76' \| Universidad César Vallejo \| \| 7 \| Manuel Heredia \| 39 \| 2880' \| 74' \| Carlos A. Mannucci \| \| 8 \| Exar Rosales \| 27 \| 1938' \| 72' \| Ayacucho FC \| \| 9 \| Ángel Zamudio \| 28 \| 1980' \| 71' \| Unión Comercio \| \| = \| Diego Morales \| 43 \| 2970' \| 69' \| Alianza Universidad \| \| 11 \| Diego Penny \| 42 \| 2785' \| 66' \| Universidad San Martín \| \| 12 \| Steven Rivadeneyra \| 47 \| 3060' \| 65' \| Deportivo Municipal \| \| = \| Erick Delgado \| 40 \| 2610' \| 65' \| UTC \| \| = \| Jonathan Medina \| 33 \| 2160' \| 65' \| Sport Boys \| |                    |       |       |       |                           |
| Pos. | Jugador            | G. E. | Min.  | Prom. | Club                      |
| 1 | Daniel Ferreyra    | 24    | 2520' | 105'  | Real Garcilaso            |
| 2 | Michael Sotillo    | 22    | 2295' | 104'  | Deportivo Binacional      |
| 3 | Patricio Álvarez   | 25    | 2430' | 97'   | Sporting Cristal          |
| 4 | José Carvallo      | 33    | 2790' | 85'   | Universitario             |
| 5 | Ángelo Campos      | 22    | 1710' | 78'   | FBC Melgar                |
| 6 | Raúl Fernández     | 32    | 2430' | 76'   | Universidad César Vallejo |
| 7 | Manuel Heredia     | 39    | 2880' | 74'   | Carlos A. Mannucci        |
| 8 | Exar Rosales       | 27    | 1938' | 72'   | Ayacucho FC               |
| 9 | Ángel Zamudio      | 28    | 1980' | 71'   | Unión Comercio            |
| = | Diego Morales      | 43    | 2970' | 69'   | Alianza Universidad       |
| 11 | Diego Penny        | 42    | 2785' | 66'   | Universidad San Martín    |
| 12 | Steven Rivadeneyra | 47    | 3060' | 65'   | Deportivo Municipal       |
| = | Erick Delgado      | 40    | 2610' | 65'   | UTC                       |
| = | Jonathan Medina    | 33    | 2160' | 65'   | Sport Boys                |

### Tripletes o más
| Fecha      | Jugador           | Goles         | Local                | Resultado | Visitante              | Reporte |
| ---------- | ----------------- | ------------- | -------------------- | --------- | ---------------------- | --- |
| 30/03/2019 | Bernardo Cuesta   | 49' 72' 80'   | F. B. C. Melgar      | 3 – 1     | Universidad San Martín | Fecha 7 (enlace roto disponible en Internet Archive; véase el historial, la primera versión y la última).  |
| 23/04/2019 | Sergio Almirón    | 8' 79' 90'    | UTC de Cajamarca     | 4 – 1     | César Vallejo          | Fecha 10 (enlace roto disponible en Internet Archive; véase el historial, la primera versión y la última). |
| 25/05/2019 | Bernardo Cuesta   | 12' 62' 90+1' | Sporting Cristal     | 2 – 3     | F. B. C. Melgar        | Fecha 15 (enlace roto disponible en Internet Archive; véase el historial, la primera versión y la última). |
| 08/06/2019 | Bernardo Cuesta   | 2' 54' 69'    | Academia Cantolao    | 1 – 5     | F. B. C. Melgar        | Fecha 17 (enlace roto disponible en Internet Archive; véase el historial, la primera versión y la última). |
| 13/07/2019 | Cristian Palacios | 40' 50' 73'   | Sporting Cristal     | 3 – 0     | Sport Huancayo         | Fecha 1 (enlace roto disponible en Internet Archive; véase el historial, la primera versión y la última).  |
| 17/08/2019 | Santiago Silva    | 27' 60' 67'   | César Vallejo        | 3 – 1     | Alianza Lima           | Fecha 3 (enlace roto disponible en Internet Archive; véase el historial, la primera versión y la última).  |
| 24/08/2019 | Carlos Neumann    | 27' 70' 78'   | Sport Huancayo       | 4 – 2     | Deportivo Municipal    | Fecha 4 (enlace roto disponible en Internet Archive; véase el historial, la primera versión y la última).  |
| 24/08/2019 | Kevin Quevedo     | 21' 49' 60'   | Alianza Lima         | 3 – 2     | Cantolao               | Fecha 4 (enlace roto disponible en Internet Archive; véase el historial, la primera versión y la última).  |
| 21/09/2019 | Sebastián Gularte | 4' 57' 78'    | Unión Comercio       | 5 – 2     | Cantolao               | Fecha 8 (enlace roto disponible en Internet Archive; véase el historial, la primera versión y la última).  |
| 27/09/2019 | Danilo Carando    | 24' 54' 76'   | Real Garcilaso       | 4 – 0     | Sport Boys             | Fecha 9 (enlace roto disponible en Internet Archive; véase el historial, la primera versión y la última).  |
| 18/10/2019 | Héctor Zeta       | 54' 56' 64'   | Deportivo Binacional | 7 – 0     | Alianza Universidad    | Fecha 12 (enlace roto disponible en Internet Archive; véase el historial, la primera versión y la última). |

### Autogoles
| Fecha      | Jugador               | Minuto       | Local                     | Resultado | Visitante            | Reporte |
| ---------- | --------------------- | ------------ | ------------------------- | --------- | -------------------- | --- |
| 16/03/2019 | Gonzalo Godoy         | 2 - 1, 81'   | Alianza Lima              | 2 – 2     | Deportivo Municipal  | Fecha 5 Archivado el 31 de marzo de 2019 en Wayback Machine.                                                  |
| 16/03/2019 | Aldair Fuentes        | 2 - 2, 90+4' | Alianza Lima              | 2 – 2     | Deportivo Municipal  | Fecha 5 Archivado el 31 de marzo de 2019 en Wayback Machine.                                                  |
| 23/03/2019 | Guillermo Rodríguez   | 1 - 1, 59'   | Universitario             | 1 – 1     | Alianza Universidad  | Fecha 6 (enlace roto disponible en Internet Archive; véase el historial, la primera versión y la última).     |
| 30/03/2019 | Guillermo Rodríguez   | 1 - 0, 8'    | Deportivo Binacional      | 4 – 2     | Universitario        | Fecha 7 Archivado el 31 de marzo de 2019 en Wayback Machine.                                                  |
| 13/04/2019 | Marcos Delgado        | 2 - 1, 80'   | Universidad César Vallejo | 3 – 1     | Ayacucho F. C.       | Fecha 9 (enlace roto disponible en Internet Archive; véase el historial, la primera versión y la última).     |
| 21/04/2019 | Manuel Tejada         | 1 - 0, 23'   | Universitario             | 4 – 0     | Sport Boys           | Fecha 10 (enlace roto disponible en Internet Archive; véase el historial, la primera versión y la última).    |
| 04/05/2019 | Víctor Balta          | 1 - 1, 19'   | F. B. C. Melgar           | 2 – 2     | Sport Huancayo       | Fecha 12 (enlace roto disponible en Internet Archive; véase el historial, la primera versión y la última).    |
| 06/05/2019 | Minzum Quina          | 1 - 1, 34'   | Real Garcilaso            | 2 – 2     | Academia Cantolao    | Fecha 12 (enlace roto disponible en Internet Archive; véase el historial, la primera versión y la última).    |
| 11/05/2019 | Jesús Rabanal         | 2 - 0, 30'   | Deportivo Binacional      | 3 – 1     | Unión Comercio       | Fecha 13 (enlace roto disponible en Internet Archive; véase el historial, la primera versión y la última).    |
| 19/05/2019 | Eduardo Caballero     | 1 - 0, 19'   | Universitario             | 2 – 4     | Deportivo Municipal  | Fecha 14 (enlace roto disponible en Internet Archive; véase el historial, la primera versión y la última).    |
| 13/07/2019 | Cristian Dávila       | 1 - 1, 26'   | Universitario             | 2 – 1     | Unión Comercio       | Fecha 1 (enlace roto disponible en Internet Archive; véase el historial, la primera versión y la última).     |
| 30/08/2019 | Fernando Pacheco      | 2 - 3, 66'   | César Vallejo             | 2 – 3     | Sporting Cristal     | Fecha 5 (enlace roto disponible en Internet Archive; véase el historial, la primera versión y la última).     |
| 28/09/2019 | Richard Salinas       | 2 - 1, 90+5' | Pirata F. C.              | 2 – 1     | Sport Huancayo       | Fecha 9 (enlace roto disponible en Internet Archive; véase el historial, la primera versión y la última).     |
| 12/10/2019 | José Carlos Fernández | 3 - 3, 82'   | Carlos A. Mannucci        | 3 – 3     | Sport Huancayo       | Fecha 11 (enlace roto disponible en Internet Archive; véase el historial, la primera versión y la última).    |
| 27/10/2019 | Marcos Delgado        | 0 - 1, 72'   | Univ. San Martín          | 1 – 1     | Sporting Cristal     | Fecha 13 (enlace roto disponible en Internet Archive; véase el historial, la primera versión y la última).    |
| 1/11/2019  | Ángel Romero          | 2 - 0, 7'    | Sport Boys                | 4 – 2     | F. B. C. Melgar      | Fecha 14 (enlace roto disponible en Internet Archive; véase el historial, la primera versión y la última).    |
| 9/11/2019  | Ernest Nungaray       | 1 - 0, 34'   | Universitario             | 3 – 2     | Ayacucho F. C.       | Fecha 15 (enlace roto disponible en Internet Archive; véase el historial, la primera versión y la última).    |
| 16/11/2019 | Anthony Fuentes       | 2 - 1, 82'   | Alianza Lima              | 3 – 1     | Sport Huancayo       | Fecha 16 (enlace roto disponible en Internet Archive; véase el historial, la primera versión y la última).    |
| 17/11/2019 | Leandro Fleitas       | 0 - 1, 70'   | César Vallejo             | 0 – 3     | F. B. C. Melgar      | Fecha 16 (enlace roto disponible en Internet Archive; véase el historial, la primera versión y la última).    |
| 24/11/2019 | John Narváez          | 3 - 2, 58'   | F. B. C. Melgar           | 4 – 2     | Academia Cantolao    | Fecha 17 (enlace roto disponible en Internet Archive; véase el historial, la primera versión y la última).    |
| 04/12/2019 | Carlos Beltrán        | 1 - 1, 61'   | Alianza Lima              | 1 – 1     | Sporting Cristal     | Semifinales (enlace roto disponible en Internet Archive; véase el historial, la primera versión y la última). |
| 15/12/2019 | John Fajardo          | 2 - 0, 77'   | Alianza Lima              | 2 – 0     | Deportivo Binacional | Final Archivado el 23 de mayo de 2023 en Wayback Machine.                                                     |

## Premios y reconocimientos
Los siguientes reconocimientos fueron anunciados en una ceremonia de gala desarrollada el 16 de enero de 2020 en el Teatro Municipal de Lima.

### Premios de Jugadores
| Premio         | Jugador                        | Club                               |
| -------------- | ------------------------------ | ---------------------------------- |
| Mejor Jugador  | Donald Millán                  | Deportivo Binacional               |
| Mejor Arquero  | Manuel Heredia y José Carvallo | Carlos A. Mannucci y Universitario |
| Mejor Goleador | Bernardo Cuesta                | FBC Melgar                         |
| Gol de año     | Juan Pablo Vergara             | Deportivo Binacional               |
| Revelación     | Martín Távara                  | Sporting Cristal                   |

### Premios de Entrenadores
| Premio           | Entrenador       | Club         |
| ---------------- | ---------------- | ------------ |
| Mejor Entrenador | Pablo Bengoechea | Alianza Lima |

### Premio de Equipos
| Premio        | Club           | Club |
| ------------- | -------------- | ---- |
| Fair Play     | Sport Huancayo |      |
| Mejor Afición | Alianza Lima   |      |

### Once ideal
| \| N.º \| Pos. \| Nac. \| Jugador \| Equipo \| \| ------------- \| ---- \| ---- \| ----------------- \| -------------------- \| \| 1 \| POR \| \| José Carvallo \| Universitario \| \| 8 \| LTI \| \| Jeickson Reyes \| Deportivo Binacional \| \| 5 \| DCT \| \| Omar Merlo \| Sporting Cristal \| \| 4 \| DCT \| \| Gianfranco Chávez \| Sporting Cristal \| \| 14 \| LTD \| \| Carlos Cabello \| Academia Cantolao \| \| 10 \| MED \| \| Alejandro Hohberg \| Universitario \| \| 8 \| MED \| \| Yorkman Tello \| Deportivo Binacional \| \| 20 \| MED \| \| Aldair Fuentes \| Alianza Lima \| \| 22 \| MED \| \| Donald Millán \| Deportivo Binacional \| \| 9 \| DEL \| \| Bernardo Cuesta \| FBC Melgar \| \| 27 \| DEL \| \| Kevin Quevedo \| Alianza Lima \| \| Fuente: Liga1 \| \| \| \| \| | Carballo Cabello Chávez Merlo Reyes Fuentes Millán Quevedo Hohberg Cuesta Tello |                      |                   |                      |
| N.º | Pos.                                                                            | Nac.                 | Jugador           | Equipo               |
| 1 | POR                                                                             | Bandera de Perú      | José Carvallo     | Universitario        |
| 8 | LTI                                                                             | Bandera de Perú      | Jeickson Reyes    | Deportivo Binacional |
| 5 | DCT                                                                             | Bandera de Argentina | Omar Merlo        | Sporting Cristal     |
| 4 | DCT                                                                             | Bandera de Perú      | Gianfranco Chávez | Sporting Cristal     |
| 14 | LTD                                                                             | Bandera de Perú      | Carlos Cabello    | Academia Cantolao    |
| 10 | MED                                                                             | Bandera de Perú      | Alejandro Hohberg | Universitario        |
| 8 | MED                                                                             | Bandera de Perú      | Yorkman Tello     | Deportivo Binacional |
| 20 | MED                                                                             | Bandera de Perú      | Aldair Fuentes    | Alianza Lima         |
| 22 | MED                                                                             | Bandera de Colombia  | Donald Millán     | Deportivo Binacional |
| 9 | DEL                                                                             | Bandera de Argentina | Bernardo Cuesta   | FBC Melgar           |
| 27 | DEL                                                                             | Bandera de Perú      | Kevin Quevedo     | Alianza Lima         |
| Fuente: Liga1 |                                                                                 |                      |                   |                      |

|  |  |  |  |  |  |  |  |  |  |  |  |  |